# سقف الكفاية (رواية)
سقف الكفاية: رواية عربية للروائي السعودي محمد حسن علوان، صدرت في طبعتها الأولى عن دار الفارابي - بيروت، عام 2002 والثانية عام 2004، قبل أن تنتقل إلى دار الساقي التي صدرت منها الطبعات من الثالثة حتى السادسة. وكانت الرواية قد أثارت جدلاً محلياً عند صدورها لصغر سن الروائي، وحساسية محتوى الرواية، واختلافها على مستوى اللغة. تناولها الكثير من كبار الأدباء والنقاد السعوديين بالنقد مثل: د.غازي القصيبي، ود.عبد الله الغذامي، ود.معجب الزهراني، والناقد محمد العباس، وغيرهم.

## قصة الرواية
تتناول الرواية قصة حب حميمة في الرياض، عاصمة المملكة العربية السعودية، بين ناصر ومها، والآثار التراجيدية بعد نهاية هذا الحب، ومن ثم سفر ناصر إلى فانكوفر، كندا، ولقائه بالمهاجر العراقي ديار الذي يحاول تخليصه من الشوائب العاطفية لهذا الحب المؤلم.

## قالوا عن الرواية
- «تمكن هذا الروائي الشاب من أن يحول قصة حب عادية إلى ملحمة كاملة، وكتابة الملاحم ليست بالأمر السهل، ولا هي بالشيء الذي يتكرر كل يوم. لكم البشرى! يولد اليوم روائي موهوب اسمه محمد حسن علوان، تذكروا هذا الاسم، قبل أن يفرض نفسه عليكم فرضاً» – د.غازي القصيبي، الخليج يتحدث شعرا ونثراً.[5]
- «في سقف الكفاية يحضر قيس وليلاه في صورة حديثة ومبتكرة، ولو قُدِّر لقيس أن يكتب نصاً نثرياً لليلى لاستعان بمحمد حسن علوان ليكتب له هذا النص، لقد كتب قيس عن حبيبته شعراً وكتب علوان عنها نثراً، وهو نص يتفوق على ذاته في جلب المتعة للقارئ، وذلك لأنه قد امتلك زمام اللغة وسبر أسرارها وغاص في قيمها التعبيرية، وهذا دليل على اكتشافه للعبة اللغة ولعبه معها إلى أقصى مدى» د.عبد الله الغذامي، جريدة الرياض السعودية، العدد 12501
- «كنت أقرأ وفي يدي قلم رصاصي أعلم به الصفحات التي تتضمن عبارات أو فقرات متميزة من حيث جماليات الأسلوب وعمق الفكرة وبعد الرؤية واتساع آفاقها، وهكذا ما إن فرغت من القراءة حتى وجدت معظم الصفحات موسومة بآثار دهشتي التي تجاوزت كل توقعاتي» د.معجب الزهراني، جريدة الرياض السعودية، العدد 12424
- «وليكن في ذلك تأكيد، يتلوه تأكيد، ثم تأكيد: أن محمد حسن علوان روائي مختلف، أحدث بعمله البكر، سقف الكفاية، هذه الهزة العنيفة لأنه (ابتداءً) شاعر حقيقي، وإلا فما أكثر الحكّائين والهلاّسين هذه الأيام»، د.فاطمة القرني، مجلة اليمامة السعودية، العدد 7 سبتمبر 2002.
- «سقف الكفاية يوشك أن يكون نصاً شعرياً خالصاً بتركيبه البنائي العام وأسلوبه اللغوي التفصيلي. أي أن الأمر لا يتعلق بالشواهد الشعرية الكثيرة، الموزونة المقفاة والتفعيلية، فحسب، ولا بالخطاب الروائي وأسلوب الأداء اللغوي والفني، ولكنه يتجاوز هذا وذاك إلى بنية النص الكلية وكل كلمة في تفاصيله.»، د.عبد الله الفيفي، جريدة الجزيرة السعودية، العدد 10 أكتوبر 2002.
- «تؤسس لنقلة سردية جديدة في عالم الرواية بالسعودية»، عبد الله السمطي، مجلة الفيصل، ديسمبر 2002.
- «الرواية رغم صفحاتها الأربعمائة، قرأها الكثير، وكتب عنها الكثير أيضاً، وأثبتت بأننا نقرأ في حال وجود شيء يتحدى البائت والمكرور والممل.»، أميمة الخميس، جريدة الجزيرة السعودية، 13 مارس 2003.
- «هل أقول أنني اكتشفت بمحض الصدفة، ووفقاً لدفق المفاجأة روائياً مدهشاً بمجرد قراءة روايته الأولى؟»، سعدية مفرح، جريدة الرياض السعودية، 26 يونيو 2003.
- «لغة علوان تحضر سرديا كمكون بنيوي وليس مجرد قشرة قولية»، محمد العباس، جريدة الرياض السعودية، العدد 13019.